# Бій за Володимир (січень 1919)
Бої за Ковель, Володимир, Рівне та Луцьк, котрі почалися в січні 1919 та тривали до травня.

## Зима 1919
У кінці січня 1919 більшовицькі війська завдали удар по військах УНР на Поліссі в районі Сарн, Коростеня та Ковеля. Цим скористалися поляки, почавши загальний наступ на північній частині всього польсько-українського фронту. Таким чином, українські частини на Волині виявилися затиснутими між двома противниками — Польщею та більшовиками. Попри це, вони змогли втриматися в цьому регіоні. У лютому командиром фронту на Волині став генерал Осецький, якому вдалося з напівпартизанських загонів створити регулярні армійські полки, які були об'єднані в Сірий корпус — близько 3 тисяч багнетів і Холмську групу — близько 5 тисяч багнетів. На польській стороні також сталися структурні зміни. Командувачем фронтом, направленим проти частин УНР, став генерал Довбор-Мусицький, а командиром основної ударної групи, що наступала на Волині (3 тисячі багнетів), став генерал Рідз-Смігли. Стягнувши всі піші та гарматні полки Січових Стрільців з технічними частинами до тилового Проскурова в кінці лютого для поновлення сил,  Євген Коновалець залишив на волинському фронті лише один полк з бронепотягом «Стрілець». Наступний наступ польських військ на Волині почався 3 і завершився 8 березня. Регулярній польській армії активно допомагали місцеві жителі-поляки. Вони орудували в тилу української армії, займаючись диверсіями; в результаті польські частини взяли під контроль Володимир та кілька населених пунктів Волині, але великі міста Луцьк і Рівне, як і раніше утримувалися українцями.

## Березень
19 березня Червона армія захоплює Жмеринку, Дієва Армія УНР стає розколотою на три частки — Північну, Південну та Проскурівську.
26 березня  в районі Ковеля та Володимира поляки розбили Ковельський загін армії УНР, перейшли річку Стохід і почали наступ, загрожуючи Луцьку.
30 березня польський керівник Юзеф Пілсудський підписує наказ про утворення Волинського фронту.
Весною 1919, на відміну від наддніпрянців, галичани ще не були ознайомлені зі специфікою більшовицького режиму. Той факт, що Червона Армія в районі Овруча розпочала військові дії проти ворога ЗУНР — Польщі, місцеве селянство й рядові стрільці сприйняли з ентузіазмом. Тоді вчинив заколот курінь Галицької Армії, розквартирований у Кристинополі біля Сокаля. Під гаслами: «Хочемо злучитись з більшовиками проти поляків!», «Ми самі безсильні на фронті, тисячі загинуло, а наші пани ведуть переговори з поляками» більш як три чверті куреня вирушило в напрямку Радехова для об'єднання з Червоною Армією. 26 квітня відмовилася йти на фронт військова сотня, що була дислокована в Давидові під Львовом.

## Завершення
До середини травня на фронті сил УНР з Польщею тривало відносне затишшя. Польща використала його, щоб перекинути з Франції 60-тисячну польську армію генерала Юзефа Галлера на Галицький фронт, розгромити УГА і повністю зайняти Галичину й Волинь. Пілсудський наказав польській армії завдати ударів по флангах УГА і вийти на лінію Броди — Коломия. З армії Галлера була виділена ударна група генерала Карницького (близько 5 тисяч багнетів і шабель, 19 гармат), яка разом з частинами Рідз-Смігли повинна була ударити на Луцьк і відкинути армію УНР. На 150-кілометровому холмському фронті травнем в українських частинах рахувалися 22 тисячі багнетів, проте у фронтових з'єднаннях налічувалося не більше 8 тисяч. Перший корпус генерала Одрі (до 27 тисяч багнетів і шабель) повинен був наступати на Сокаль — Броди і, розгромивши Перший корпус УГА, вийти в тил Другому корпусу УГА.
Ситуація була тим більше розпачливою, що станом на 13 травня Директорія УНР знаходилася в Радивилові.
Наступ польських військ почався ударом 14 травня на півночі. 14 травня частини армії Галлера прогнули фронт Волинської групи армії УНР і увійшли до тилу армії УНР та Галицької армії. 15 травня 25-тисячне угруповання завдало сильного удару по обороні 3-го корпусу, 16 травня командири змушені здатися в польський полон за наказом генерала Осецького; лише у Луцьку в полон здалися близько тисячі солдатів і понад 100 офіцерів армії УНР. У перший день наступу частини корпусу Галлера прорвали фронт Першого корпусу УГА від Львова і Рави-Руської на Жовкву і Сокаль. До 16 травня фронт Першого корпусу був повністю розбитий. У полоні опинилися генерали Осецький, Мартинюк, Єрошевич, штаби Холмської групи і Сірого корпусу. Залишки розгромленого фронту прагнули прорватися до Тернополя, де знаходилися частини УГА.
16 травня поляками був зайнятий Луцьк. Ліквідація польськими силами Північного фронту змусила уряд УНР та Директорію спішно евакуюватись із Радивилова на терени ЗОУНР — до Красного, поступно до Золочева, потім Тернополя. Вже 18 травня до командування польської армії відправлена військова місія УНР, очолювана підполковником Левчуком з пропозицією про припинення бойових дій та укладення перемир'я.
19 травня червоноармійці зайняли Рівне.